# Соловарка
Соловарка — деревня в Шекснинском районе Вологодской области.
Входит в состав сельского поселения Сиземского, с точки зрения административно-территориального деления — в Сиземский сельсовет.
Расстояние до районного центра Шексны по автодороге — 37,1 км, до центра муниципального образования Чаромского по прямой — 14 км. Ближайшие населённые пункты — Павловское, Поповское, Сыромяткино, Починок, Еремино, Артемьево, Кузьминское, Давыдково, Телибаново.
По переписи 2002 года население — 7 человек.
В деревне Соловарка находится часовня Блаженной Ксении Петербуржской и колодец Георгия Победоносца.